# Pașcani
Pașcani (ebraică: פשקן - Pashkan) este un municipiu în județul Iași, Moldova, România, format din localitățile componente Blăgești, Boșteni, Gâștești, Lunca, Pașcani (reședința) și Sodomeni. Este al doilea centru urban ca mărime din județ, cu o populație de 30, 766 locuitori (2021). Este un important nod de cale ferată.

## Geografie

### Așezare
Orașul este situat în partea de nord-vest a județului, în sudul Podișului Sucevei, pe malurile râului Siret. Este străbătut de șoseaua națională DN28A, care îl leagă spre est de Târgu Frumos (mai departe spre Iași pe DN28) și spre vest de Moțca (mai departe spre Suceava pe DN2). Acest drum se intersectează la Pașcani cu șoseaua județeană DJ208, care îl leagă spre sud de Stolniceni-Prăjescu, Mogoșești-Siret, Hălăucești, Mircești și mai departe în județul Neamț de Săbăoani (unde se termină în DN2 care duce mai departe spre Roman); și spre nord de Valea Seacă, Lespezi, și mai departe în județul Suceava la Dolhasca, Dolhești, Preutești și Fălticeni (unde se termină tot în DN2). Tot din DN28A, la Blăgești se ramifică șoseaua județeană DJ281C, care duce spre nord-est la Hărmănești, Todirești, Balș și Cotnari (unde se termină în DN28B). Orașul este nod feroviar, gara sa de pe calea ferată Suceava-Roman fiind punctul de la care se ramifică o altă cale ferată importantă spre Iași (Magistrala CFR 606), precum și una secundară spre Târgu Neamț.

### Clima
Datorită poziție geografice, orașul Pașcani are un climat continental destul de pronunțat, integrându-se în ținutul climatic al dealurilor înalte. În afară de poziție geografică și relief, clima văii Siretului din sectorul Pașcani ține și de alți factori, mai importanți fiind radiația solară și circulația generală a maselor de aer anticiclonale atlantice- și direcția văii Siretului (N-S), care canalizează curenții de aer.

### Vegetația
Vegetația este caracteristică zonelor de podiș. În locurile în care pădurea a fost distrusă, vegetația are caracter de stepă. Pădurea ocupă suprafețe reduse, în Estul și Vestul municipiului Pașcani, pe dealurile din apropiere, la Moțca, Miroslovești, Valea-Seacă. Domină fagul, carpenul, gorunul, teiul, mesteacănul și cu o frecvență mai redusă, paltinul, arțarul, ulmul, stejarul, teiul argintiu, scorușul și cireșul sălbatic.

### Fauna
Ținând cont de ansamblul aspectelor naturale, se poate vorbi de o faună a pădurilor de fag și o faună acvatică. Printre mamiferele obișnuite, caracteristice pădurilor din jur, avem veverița, căprioara, mistrețul. La acestea se mai adaugă lupul, vulpea, iepurele, pisica sălbatică, dihorul ,popândăul, șoarecii. Dintre păsări avem vrabia, mierla, ciocănitoarea, porumbelul sălbatic, cinteza, pupăza, graurul, bufnița, uliul. Reptilele sunt reprezentate prin șarpele de pădure, gușter. Bălțile din Lunca Siretului găzduiesc rața sălbatică, gâsca sălbatică, lișița, pescărușul albastru, bâtlanul. În apă viețuiesc crapul, șalăul, carasul, roșioara. Această bogăție faunistică permite practicarea vânătului și a pescuitului sportiv.

## Demografie
Componența etnică a municipiului Pașcani
     Români (80,36%)
     Romi (1,1%)
     Alte etnii (0,23%)
     Necunoscută (18,31%)
Componența confesională a municipiului Pașcani
     Ortodocși (76,32%)
     Romano-catolici (1,82%)
     Alte religii (2,78%)
     Necunoscută (19,08%)
Conform recensământului efectuat în 2021, populația municipiului Pașcani se ridică la 30.766 de locuitori, în scădere față de recensământul anterior din 2011, când fuseseră înregistrați 33.745 de locuitori. Majoritatea locuitorilor sunt români (80,36%), cu o minoritate de romi (1,1%), iar pentru 18,31% nu se cunoaște apartenența etnică. Din punct de vedere confesional, majoritatea locuitorilor sunt ortodocși (76,32%), cu o minoritate de romano-catolici (1,82%), iar pentru 19,08% nu se cunoaște apartenența confesională.
010.00020.00030.00040.00050.0001930195619772002populațiePopulația istorică din Pașcani
Date: Recensăminte sau birourile de statistică - grafică realizată de Wikipedia

## Istorie
Prima atestare documentară a numelui orașului datează din 8 aprilie 1419, când apare înscrisă ca denumirea unei moșii într-un hrisov de danie din timpul lui Alexandru cel Bun, pe atunci existând un sat cu acest nume. La începutul secolului al XIX-lea, a apărut lângă sat și un târgușor. Odată cu construirea căii ferate Liov-Cernăuți-Iași care trecea prin zonă, târgușorul, care în 1879 număra doar două hanuri și câteva prăvălii, a înflorit.
La sfârșitul secolului al XIX-lea, Pașcani era o comună rurală, reședință a plășii Siretul de Jos a județului Suceava, comună formată din satele Târgușorul Pașcani, Gara Pașcani, Fântânelele, Brătești, Sodomeni, Boșteni, Gâșteni, Topile, Valea Seacă, Conțești, Blăgești și Lunca, având în total 10498 de locuitori ce trăiau în 2302 case. Funcționau în comună opt biserici ortodoxe și Biserica romano-catolică din Pașcani, șase școli mixte la Câscești, Lunca, Târgu Pașcani, Sodomeni, Topilele, Valea Seacă, o școală primară urbană mixtă CFR la Gara Pașcani și două școli rurale de cătun la Blăgești și Brătești, șase mori și o fabrică de săpun. Principalii proprietari de terenuri erau moștenitorii colonelului Eugen Alcaz, care le achiziționase de la N. Rosetti-Roznovanu. Anuarul Socec din 1925 consemnează comuna ca reședință a plășii Pașcani din același județ, având 10.404 locuitori în satele Blăgești, Boșteni, Brătești, Fântânele, Lunca, Pașcani-Gară, Pașcani-Vatra, Sodomeni și Pașcani-Târg, comuna având un gimnaziu și patru școli primare — una de băieți, una de fete, una mixtă a CFR și o alta mixtă a comunității evreiești — precum și un atelier feroviar cu peste 1000 de angajați. În 1931, Pașcani a primit statut de comună urbană în cadrul județului Baia, având în administrare și comuna suburbană Topile.
În 1950, Pașcani a primit statut de oraș raional, reședință a raionului Pașcani din regiunea Iași. În 1968, a pierdut statutul de centru administrativ, revenind la județul Iași, reînființat. În 1995, a primit titlul de municipiu.

## Cultură
Casa de Cultură „Mihail Sadoveanu” din Pașcani a luat ființă în anul 1949, la început funcționând într-o încăpere improvizată din parcul orașului, apoi într-un spațiu de lângă vechea poștă. Activitățile se rezumau la momente de divertisment, la improvizații, condițiile materiale fiind precare. Actuala clădire a Casei de Cultură a fost inaugurată în anul 1960, când Ministerul de resort a aprobat, în cadrul unui proiect de construcție cu caracter național, construcția a patru astfel de edificii. Același tip de Casă de Cultură se găsește în orașele Predeal, Târnăveni și Lugoj. Activitatea Casei de Cultură Municipale „M. Sadoveanu” este susținută prin cercuri culturale, cursuri, precum și prin Ansamblul folcloric „Rapsozii Siretului”, Teatrul pentru Copii și Tineret „Rudi Nesvadba”, Trupa de dans de societate „Dream Dance”. Casa de Cultură are colaborări cu Teatrul Național „Vasile Alecsandri” Iași, Teatrul „Mihai Eminescu” Botoșani, Teatrul „George Bacovia” Bacău, Filarmonica din Botoșani și Filarmonica din Iași și cu Muzeul Literaturii Române din Iași.

### Monumente istorice

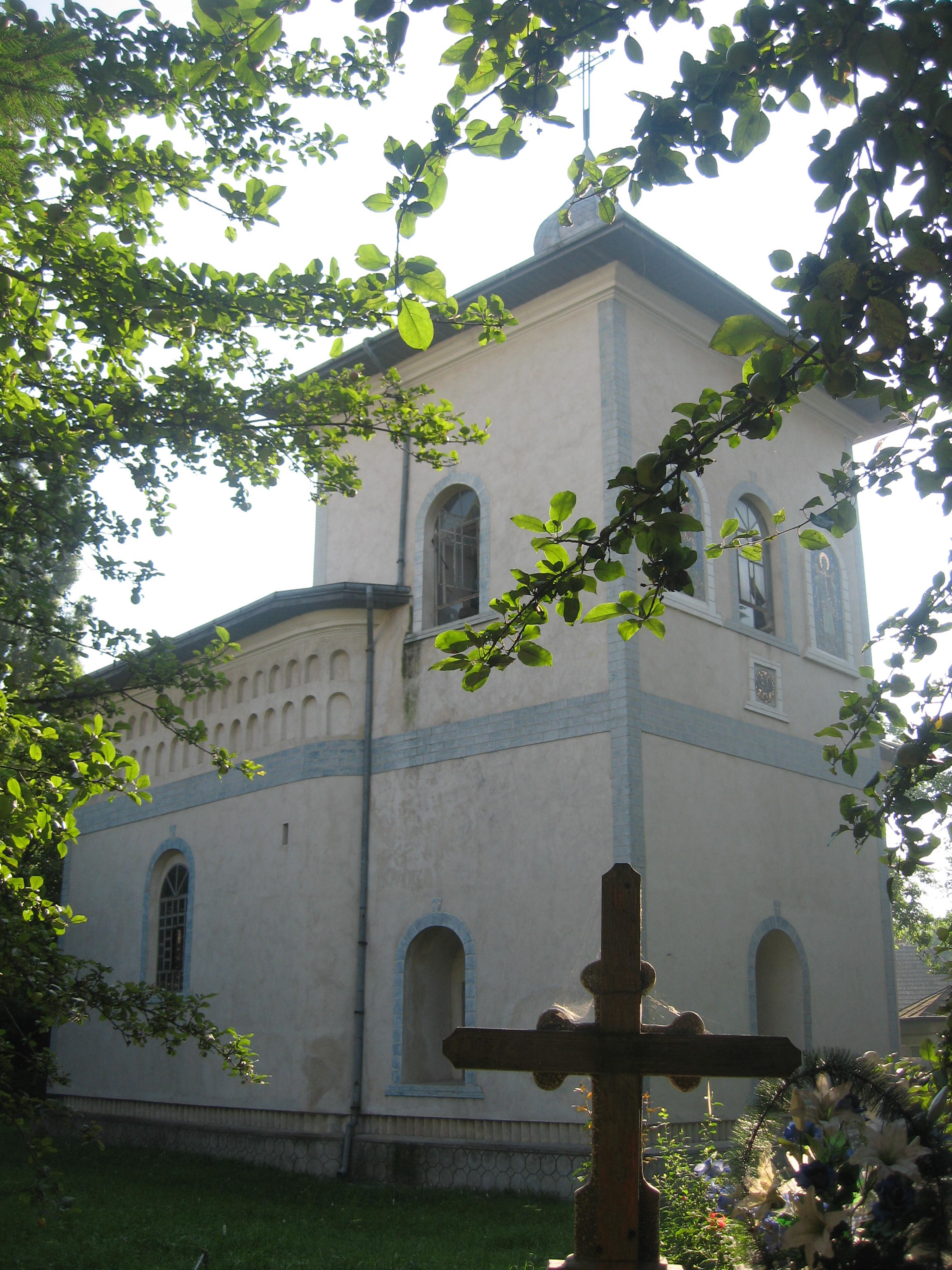
Biserica „Sfinții Arhangheli Mihail și Gavril”, monument istoric

În municipiul Pașcani se află palatul familiei Cantacuzino-Pașcanu (1650, refăcut în secolul al XVIII-lea), precum și Biserica „Sf. Arhangheli Mihail și Gavril” (1664), ambele monumente istorice de arhitectură de interes național.
În rest, alte patru obiective din oraș sunt incluse în lista monumentelor istorice din județul Iași ca monumente de interes local. Unul este situl arheologic de la Blăgești, aflat la 2 km nord-nord-vest de sat, pe malul stâng al Siretului, într-un cot al râului, sit ce cuprinde urmele unei așezări eneolitice (cultura Cucuteni, faza A) și ale uneia medievale. Un alt obiectiv este clasificat ca monument de arhitectură: atelierele de căi ferate din strada Gării (1876). Celelalte două sunt clasificate ca monumente de for public: crucea eroilor din războiul de independență aflată în cimitirul orașului; și monumentul comemorativ al răscoalei din 1907, aflat la intersecția Aleii Parcului cu strada Republicii.

## Economie
Mediul economic al municipiului Pașcani are un caracter predominant industrial, cu un declin pronunțat după 1989. Unele întreprinderi de tradiție pentru această zonă s-au închis sau și-au restrâns activitatea, însă au apărut și numeroase firme noi, care au obiecte de activitate în acord cu cerințele pieței. Comerțul a luat amploare, devenind foarte activ în domeniile: materiale de construcții, echipamente industriale, perdele și materiale textile, produse de panificație, produse agroalimentare, produse nealimentare, etc.
Se poate considera că au crescut interrelațiile dintre oraș și localitățile rurale din administrativul municipiului Pașcani. Pe de o parte, satele componente continuă să furnizeze produse agricole către piața orașului, pe de altă parte, prezența slabă a activităților de prelucrare locale determină o deplasare continuă spre oraș, care asigură cea mai mare parte a mărfurilor alimentare și nealimentare necesare consumului populației.[nefuncțională]

## Politică și administrație
Municipiul Pașcani este administrat de un primar și un consiliu local compus din 19 consilieri. Primarul, Marius-Nicolae Pintilie[*], de la Partidul Național Liberal, este în funcție din octombrie 2020. Începând cu alegerile locale din 2024, consiliul local are următoarea componență pe partide politice:
|  | Partid                          | Consilieri | Componența Consiliului | Componența Consiliului | Componența Consiliului | Componența Consiliului | Componența Consiliului | Componența Consiliului | Componența Consiliului | Componența Consiliului | Componența Consiliului |
|  | ------------------------------- | ---------- | ---------------------- | ---------------------- | ---------------------- | ---------------------- | ---------------------- | ---------------------- | ---------------------- | ---------------------- | ---------------------- |
|  | Partidul Național Liberal       | 9          |                        |                        |                        |                        |                        |                        |                        |                        |                        |
|  | Partidul Social Democrat        | 7          |                        |                        |                        |                        |                        |                        |                        |                        |                        |
|  | Alianța pentru Unirea Românilor | 2          |                        |                        |                        |                        |                        |                        |                        |                        |                        |
|  | Partidul PRO România            | 1          |                        |                        |                        |                        |                        |                        |                        |                        |                        |

## Învățământ
- Școala Specială
- Școala Generală Nr. 2 Fîntînele - închisă
- Școala Generală Nr. 3 „Iordache Cantacuzino”
- Liceul Teoretic „Miron Costin”
- Liceul Economic „Nicolae Iorga”
- Liceul Tehnologic „Mihai Busuioc”
- Colegiul Național „Mihail Sadoveanu”
- Colegiul Tehnic de Căi Ferate „Unirea”
- Clubul Copiilor Pașcani

## Orașe înfrățite
- Varpalota, Ungaria (din 1998)
- Fjell, Norvegia (din 2008)
- Ialoveni, Moldova (din 2011)

## Personalități
- Moshe Yehuda Leib Friedman (n.1865 Buhuși - 1947) rabin la Pașcani vreme de 40 ani, fondatorul hasidismului Pașcani, cunoscut ca Pashkaner Rov (rabinul din Pașcani)
- Visarion Puiu (1879 - 1964), mitropolit;
- Mihail Sadoveanu (1880 - 1961), scriitor și om politic;
- Yaakov David Friedman (n.1893/1894 Buhuși- 1955) rabin, al doilea "mare rabin" al hasidimilor din Pașcani
- Shimshon Bloch (1894-1976) veteran al brigăzilor evreiești din armata britanică în Primul război mondial si ai organizației Hagana, comandant al grupei Kedem de apărare a evreilor în Tel Aviv în anii 1920, activist al mișcării sioniste revizioniste Betar la Iași și în Palestina
- Alexandru Voitinovici, (pseudonim Alexandru Voitin), (1915 - 1986), jurist, procuror general al RPR, dramaturg.
- Mihai Burcă (1914 - 1994), general
- Constantin Ciopraga (1916 - 2009), critic și istoric literar.
- Ion Vasilenco (1926 - 1977), critic și istoric literar.
- Eugen Nechifor (1929 - 2003), politician, primar.
- Mirel Horodi  (1930) inginer electronist israelian, unul din principalii planificatori ai centralelor electrice din Ashdod, Hadera, Ashkelon, Ramat Hovav etc din Israel
- Alexandru Hasnaș (n. 1933), actor
- Mati Morgenstern (n.1934) ofițer naval israelian, director general al companiei navale israeliene ZIM
- Avraham Bar David (1938) - general de brigadă și om de afaceri israelian, în 1976-1980 a fost comandantul șef al artileriei israeliene
- Octavian Nemescu (1940 - 2020), compozitor.
- Mihail Voicu (n. 1943), inginer, membru corespondent al Academiei Române
- Mircea Ciopraga (n. 1960), politician.
- Corina Dănilă (n.1972), actriță.
- Leonard Gavriliu (n. 1927 - 2018), scriitor.
- Daniel Iordăchioaie, (n. 1968), cântăreț, compozitor și textier
- Mădălina Bereș (n. 1993), canotoare;
- Alexandru Crețu (n. 1992) fotbalist
- Ioan Nubert (1886 - 1975), medic, profesor universitar de anatomie la Facultatea de Medicină din Iași, director al Institutului de Anatomie din Iași;
- Mihaela Petrilă (n. 1991), canotoare, medaliată cu bronz la Jocurile Olimpice de vară din 2016 în proba de 8+1, legitimată la CSM Iași.